# 寺口実里
寺口 実里（てらぐち みさと）は大阪府出身のネイムマネジメント所属のモデル。

## 人物
- 身長 164cm
- 3サイズ B:77 / W:60 / H:87
- 靴のサイズ 24.5
- 出身地 大阪府
- 趣味 音楽鑑賞・犬と散歩
- 特技 電卓計算（二段）

## 主な活動
- レミオロメン「茜空」のジャケットに登場。